# Hugh Charles Clifford
Sir Hugh Charles Clifford GCMG GBE (* 5. März 1866 in Roehampton; † 18. Dezember 1941 ebenda) war ein britischer Kolonialgouverneur.

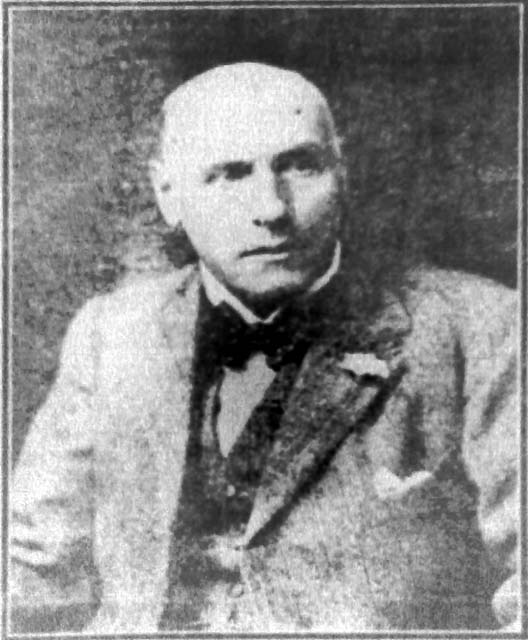
Sir Hugh Charles Clifford

## Biografie
Clifford war der Enkel von Hugh Clifford, 7. Baron Clifford of Chudleigh. Sein Vater war Sir Henry Hugh Clifford, ein Major General der British Army. Aus der Ehe des Vaters mit Josephine Elizabeth, geborene Anstice, gingen sieben weitere Geschwister hervor, darunter der spätere Brigadegeneral Henry Frederick Hugh Clifford. Hugh Charles Clifford entschied sich für eine Karriere im öffentlichen Dienst, den er ab 1883 auf der Malaiischen Halbinsel versah, wo Sir Frederick Weld, ein Verwandter Cliffords, Hochkommissar war. Ab 1887 war er in Pahang der einzige britische Vertreter.
Am 15. April 1896 heiratete er seine erste Frau Minna à Beckett. Aus der Ehe gingen später die gemeinsamen Kinder Hugh Gilbert Francis, Mary Agnes Philippa und Monica Elizabeth Mary hervor. Ebenfalls 1896 wurde er Resident in Pahang und bekleidete dieses Amt bis 1899. Im Anschluss übernahm er das Gouverneursamt in Nord-Borneo. Während seiner Amtszeit bis 1901 fiel auch die Verwaltung Labuans mit in den Zuständigkeitsbereich des Gouverneurs von Nord-Borneo. 1901 wurde er Resident von Pahang und übernahm 1903 die Funktion als Kolonialsekretär in Trinidad und Tobago. Im Jahr 1907, dem Jahr, in dem seine erste Frau Minna verstarb, folgte die Versetzung auf den Posten des Kolonialsekretärs von Ceylon. 1909 wurde er als Knight Commander des Order of St Michael and St George geadelt und am 24. September 1910 heiratete er Elizabeth Lydia Rosabelle, geborene Bonham. Er wurde damit Stiefvater von E. M. Delafield, die später als Autorin bekannt wurde.
Ab 1912 folgten weitere Gouverneursverwendungen, bis vom 26. Dezember 1912 bis zum 1. April 1919 als Gouverneur der Goldküste, danach vom 8. August 1919 bis zum 13. November 1925 in Nigeria, von 1925 bis 1927 in Ceylon und von 1927 bis 1929 in den Straits Settlements und Hochkommissar der malaiischen Staaten. Während der Gouverneurszeit an der Goldküste wurde er bei längerer Abwesenheit von seinen Stellvertretern William Robertson und später von Alexander Ransford Slater vertreten. 1921 wurde er zum Knight Grand Cross des Order of St. Michael and St. George und 1925 zum Knight Grand Cross des Order of the British Empire ernannt.